# ماتيوس روتشا
ماتيوس روتشا (بالبرتغالية: Matheus Rocha‏) هو لاعب كرة قدم برازيلي في مركز الدفاع، ولد في 27 ديسمبر 1998 في تيريسينا في البرازيل. لعب مع نادي فيتوريا.